# Kubok Rossii 2007-2008
La Coppa di Russia 2007-2008 (in russo Кубок России, translitterato Kubok Rossii) è stata la 16ª edizione del principale torneo a eliminazione diretta del calcio russo. Il torneo è iniziato il 15 aprile 2007 ed è terminato il 17 maggio 2008, con la finale giocata allo Stadio Lokomotiv di Mosca. Il CSKA Mosca ha vinto la coppa per la quarta volta, battendo ai rigori l'Amkar.

## Formula
La Coppa si dipanava su 10 turni, tutti disputati in gara unica. Nel corso della manifestazione entravano in scena le squadre di livello via via più alto: ai primi turni parteciparono solo squadre di Vtoroj divizion (il terzo livello del campionato russo di calcio) e, per la prima volta, delle leghe amatoriali; le formazioni di Pervij divizion entrarono in scena solo a partire dal quarto turno, mentre quelle di Prem'er-Liga erano qualificate direttamente ai sedicesimi di finale.

## Turno preliminare
A questo turno parteciparono 8 squadre, equamente divise tra Vtoroj divizion e leghe amatoriali.
Le quattro partite furono disputate il 18 aprile 2007.

### Zona Occidentale
| Squadra 1     | Risultato | Squadra 2         |
| ------------- | --------- | ----------------- |
| Zelenograd    | 1 – 0     | Kooperator Vičuga |
| Maccabi Mosca | 0 – 3     | Smolensk          |

### Zona centrale
| Squadra 1        | Risultato | Squadra 2         |
| ---------------- | --------- | ----------------- |
| Znamja Truda     | 1 – 2     | Smolensk          |
| Saturn Egor'evsk | 5 – 1     | Proletariy Surazh |

## Primo turno
A questo turno parteciparono le quattro squadre provenienti dai preliminari a cui si unirono 62 squadre della Vtoroj divizion
Le partite furono disputate tra il 15 e il 29 aprile 2007.

### Zona Ovest
| Squadra 1              | Risultato | Squadra 2        |
| ---------------------- | --------- | ---------------- |
| Dinamo San Pietroburgo | 2 – 1     | Baltika-2        |
| Voločanin-Ratmir       | 3 – 1     | Zenit-2          |
| Volga Tver'            | 2 – 0     | Šeksna Čerepovec |
| Spartak Kostroma       | 1 – 2     | Dinamo Vologda   |
| Torpedo Vladimir       | 3 – 0     | Zelenograd       |
| Sportakademklub        | 1 – 2     | Reutov           |
| Smolensk               | 0 – 1     | Nara-Desna       |
| Torpedo-RG             | 1 – 0     | Spartak Ščëlkovo |

### Zona centrale
| Squadra 1          | Risultato       | Squadra 2        |
| ------------------ | --------------- | ---------------- |
| Zorkij Krasnogorsk | 0 – 1           | Lobnya-Alla      |
| Nika Mosca         | 0 – 1           | Vitjaz' Podol'sk |
| Zvezda Serpuchov   | 0 – 2           | Luchovicy        |
| Rjazan'            | 0 – 0 (3-1 dcr) | Saturn Egor'evsk |
| Elec               | 4 – 0           | Don Novomoskovsk |
| Gubkin             | 0 – 2           | Lokomotiv Liski  |
| Metallurg Lipeck   | 0 – 1           | Dinamo Voronež   |
| Spartak Tambov     | 1 – 2           | Zenit Penza      |

### Zona Sud
| Squadra 1           | Risultato | Squadra 2                |
| ------------------- | --------- | ------------------------ |
| Olimpija Volgograd  | 3 – 1     | Tekstil'ščik Kamyšin     |
| Rotor               | 1 – 0     | Sudostroitel' Astrachan' |
| Kavkaztransgaz-2005 | 0 – 2     | Torpedo Volžskij         |
| Avtodor Vladikavkaz | 1 – 2     | Dinamo Stavropol'        |
| Taganrog            | 0 – 1     | Batajsk-2007             |
| Soči-04             | 2 – 1     | Družba Majkop            |
| Spartak-UGP Anapa   | 1 – 2     | Krasnodar-2000           |

### Zona Urali-Volga
| Squadra 1        | Risultato       | Squadra 2             |
| ---------------- | --------------- | --------------------- |
| Dinamo Kirov     | 2 – 0           | Volga Nižnij Novgorod |
| Rubin-2          | 2 – 2 (4-5 dcr) | Alnas                 |
| Volga Ul'janovsk | 3 – 2           | Kryl'ja Sovetov-SOK   |
| SOJUZ-Gazprom    | 1 – 1 (5-4 dcr) | Neftechimik           |
| Zenit Čeljabinsk | 2 – 5           | Tjumen'               |
| Sokol Saratov    | 0 – 2           | Junit Samara          |

### Zona Est
| Squadra 1               | Risultato | Squadra 2           |
| ----------------------- | --------- | ------------------- |
| Kuzbass Kemerovo        | -         | Irtyš Omsk          |
| Zarja Leninsk-Kuzneckij | 0 - 2     | Šachtër Prokop'evsk |
| Amur Blagoveščensk      | 3 – 1     | Čita                |
| Sachalin                | 0 - 2     | Smena K.N.A.        |

## Secondo turno
Al turno parteciparono le vincitrici del primo turno, cui si unirono altre 7 squadre di Vtoroj divizion
Le partite furono disputate tra il 29 aprile e il 14 maggio 2007.

### Zona Ovest
| Squadra 1              | Risultato | Squadra 2        |
| ---------------------- | --------- | ---------------- |
| Dinamo San Pietroburgo | 1 – 2     | Voločanin-Ratmir |
| Dinamo Vologda         | 0 – 1     | Volga Tver'      |
| Reutov                 | 1 – 3     | Torpedo Vladimir |
| Nara-Desna             | 2 – 1     | Torpedo-RG       |

### Zona centrale
| Squadra 1        | Risultato       | Squadra 2      |
| ---------------- | --------------- | -------------- |
| Vitjaz' Podol'sk | 1 – 1 (4-5 dcr) | Lobnya-Alla    |
| Luchovicy        | 1 – 0           | Rjazan'        |
| Lokomotiv Liski  | 2 – 0           | Elec           |
| Zenit Penza      | 2 – 1           | Dinamo Voronež |

### Zona Sud
| Squadra 1          | Risultato | Squadra 2               |
| ------------------ | --------- | ----------------------- |
| Olimpija Volgograd | 0 – 3     | Rotor                   |
| Dinamo Stavropol'  | 5 – 0     | Torpedo Volžskij        |
| Batajsk-2007       | 2 – 1     | Soči-04                 |
| Krasnodar-2000     | 1 – 2     | Černomorec Novorossijsk |

### Zona Urali-Volga
| Squadra 1      | Risultato       | Squadra 2        |
| -------------- | --------------- | ---------------- |
| Alnas          | 1 – 0           | Dinamo Kirov     |
| Lada Togliatti | 2 – 3           | Volga Ul'janovsk |
| Tjumen'        | 2 – 2 (4-2 dcr) | SOJUZ-Gazprom    |
| Junit Samara   | 1 – 4           | Gazovik Orenburg |

### Zona Est
| Squadra 1             | Risultato       | Squadra 2          |
| --------------------- | --------------- | ------------------ |
| Metallurg Krasnojarsk | 0 – 0 (4-2 dcr) | Irtyš Omsk         |
| Šachtër Prokop'evsk   | 0 – 2           | Dinamo Barnaul     |
| Sibirjak Bratsk       | 0 – 2           | Amur Blagoveščensk |
| Smena K.N.A.          | 2 – 1           | Okean              |

## Terzo turno
Parteciparono tutte le squadre promosse dal turno precedente.
Le partite furono disputate tra il 18 maggio e il 2 giugno 2007.

### Zona Ovest
| Squadra 1   | Risultato       | Squadra 2        |
| ----------- | --------------- | ---------------- |
| Volga Tver' | 1 – 0           | Voločanin-Ratmir |
| Nara-Desna  | 1 – 1 (2-4 dcr) | Torpedo Vladimir |

### Zona centrale
| Squadra 1       | Risultato       | Squadra 2   |
| --------------- | --------------- | ----------- |
| Lobnya-Alla     | 3 – 3 (6-7 dcr) | Luchovicy   |
| Lokomotiv Liski | 0 – 0 (2-4 dcr) | Zenit Penza |

### Zona Sud
| Squadra 1               | Risultato       | Squadra 2         |
| ----------------------- | --------------- | ----------------- |
| Rotor                   | 1 – 1 (7-6 dcr) | Dinamo Stavropol' |
| Černomorec Novorossijsk | 4 – 0           | Batajsk-2007      |

### Zona Urali-Volga
| Squadra 1        | Risultato | Squadra 2 |
| ---------------- | --------- | --------- |
| Volga Ul'janovsk | 2 – 3     | Alnas     |
| Gazovik Orenburg | 1 – 0     | Tjumen'   |

### Zona Est
| Squadra 1      | Risultato       | Squadra 2             |
| -------------- | --------------- | --------------------- |
| Smena K.N.A.   | 3 – 2           | Amur Blagoveščensk    |
| Dinamo Barnaul | 0 – 0 (4-5 dcr) | Metallurg Krasnojarsk |

## Quarto turno
Entrarono in scena le 22 squadre di Pervij divizion che si aggiunsero alle dieci promosse del turno precedente.
Le partite furono disputate il 12 e il 13 giugno 2007.
| Squadra 1               | Risultato       | Squadra 2            |
| ----------------------- | --------------- | -------------------- |
| Volga Tver'             | 0 – 0 (3-4 dcr) | Torpedo Mosca        |
| Torpedo Vladimir        | 0 – 0 (3-4 dcr) | Baltika              |
| Luchovicy               | 6 – 0           | Mordovija            |
| Šinnik                  | 1 – 1 (4-2 dcr) | Tekstilščik Ivanovo  |
| Dinamo Brjansk          | 1 – 0           | Spartak-MŽK Rjazan'  |
| Zenit Penza             | 1 – 2           | Avangard Kursk       |
| Černomorec Novorossijsk | 2 – 3           | Saljut Belgorod      |
| SKA Rostov              | 1 – 0           | Mašuk-KMV Pjatigorsk |
| Terek Groznyj           | 2 – 0           | Alanija Vladikavkaz  |
| Rotor                   | 2 – 1           | Anži                 |
| Sodovik                 | 0 – 1           | Nosta Novotroick     |
| Alnas                   | 1 – 3           | KAMAZ                |
| Gazovik Orenburg        | 0 – 2           | Ural                 |
| Metallurg-Kuzbass       | 2 – 1           | Sibir'               |
| Metallurg Krasnojarsk   | 3 – 1           | Smena K.N.A.         |
| SKA-Ėnergija            | 2 – 2 (5-4 dcr) | Zvezda Irkutsk       |

## Quinto turno
Le 16 squadre promosse dal turno precedente furono affiancate dalle 16 partecipanti alla Prem'er-Liga 2007, le quali giocarono tutte fuori casa.
Tutte le partite furono disputate il 27 giugno 2007.
| Squadra 1             | Risultato       | Squadra 2              |
| --------------------- | --------------- | ---------------------- |
| Baltika               | 0 – 1           | CSKA Mosca             |
| Torpedo Mosca         | 1 – 2           | Chimki                 |
| Luchovicy             | 1 – 2           | Rubin                  |
| Šinnik                | 1 – 2           | Spartak Nal'čik        |
| Dinamo Brjansk        | 1 – 4           | Zenit San Pietroburgo  |
| Avangard Kursk        | 0 – 3           | Dinamo Mosca           |
| Saljut Belgorod       | 0 – 0 (2-3 dcr) | Tom' Tomsk             |
| SKA Rostov            | 0 – 3           | Rostov                 |
| Terek Groznyj         | 1 – 1 (4-3 dcr) | Spartak Mosca          |
| Rotor                 | 1 – 4           | Amkar Perm'            |
| Nosta Novotroick      | 1 – 1 (2-4 dcr) | FK Mosca               |
| KAMAZ                 | 1 – 0           | Kryl'ja Sovetov Samara |
| Ural                  | 1 – 0 (dts)     | Lokomotiv Mosca        |
| Metallurg-Kuzbass     | 1 – 2           | Kuban'                 |
| Metallurg Krasnojarsk | 1 – 0           | Luč-Ėnergija           |
| SKA-Ėnergija          | 1 – 2           | Saturn                 |

## Ottavi di finale
Parteciparono le 16 qualificate del quinto turno.
Tutte le partite furono disputate l'8 agosto 2007.
| Squadra 1             | Risultato | Squadra 2             |
| --------------------- | --------- | --------------------- |
| CSKA Mosca            | 2 – 0     | Chimki                |
| Spartak Nal'čik       | 3 – 2     | Rubin                 |
| Zenit San Pietroburgo | 9 – 3     | Dinamo Mosca          |
| Rostov                | 0 – 1     | Tom' Tomsk            |
| Amkar Perm'           | 3 – 1     | Terek Groznyj         |
| KAMAZ                 | 0 – 1     | FK Mosca              |
| Kuban'                | 2 – 3     | Ural                  |
| Saturn                | 2 – 1     | Metallurg Krasnojarsk |

## Quarti di finale
Le partite furono disputate tra il 16 settembre e il 31 ottobre 2007.
| Squadra 1             | Risultato       | Squadra 2       |
| --------------------- | --------------- | --------------- |
| Amkar Perm'           | 2 – 1           | FK Mosca        |
| Ural                  | 2 – 1           | Saturn          |
| CSKA Mosca            | 2 – 1           | Spartak Nal'čik |
| Zenit San Pietroburgo | 0 – 0 (3-4 dcr) | Tom' Tomsk      |

## Semifinali
Le partite furono disputate il 16 aprile 2008.
| Squadra 1   | Risultato | Squadra 2  |
| ----------- | --------- | ---------- |
| CSKA Mosca  | 2 – 1     | Tom' Tomsk |
| Amkar Perm' | 1 – 0     | Ural       |

## Finale
| Arbitro: | Stanislav Suchina (Malachovka) |

|                                      |                      |                          |
| Vágner Love 66’ Belorukov 75’ (aut.) | Marcatori            | 57’ Drinčić 64’ Dujmović |
| Žirkov Vágner Love Jô Janczyk        | Tiri di rigore 4 – 1 | Drinčić Kušev Dujmović   |